# Знание
Зна́ние — осведомлённость или понимание чего-либо, что можно логически или фактически обосновать и практически проверить опытом. Согласно распространённой трактовке современной эпистемологии, знание — это правдивое положение дел, обоснованное фактами и рациональными аргументами убеждение человека. Говоря о знании, чаще всего подразумевают отражение действительности в сознании человека.
На получение знаний о структуре предметов и явлений, об их существенных взаимосвязях нацелена наука и её научный метод.
Знание индивида (или группы индивидов) — это обладание информацией, позволяющей решить какую-либо задачу. Знание противоположно незнанию (отсутствию информации), но противопоставляется также и вере.
Обычно знание объективируется, фиксируется, выражается в языке или какой-либо другой знаковой системе, знаковой форме, однако — в зависимости от того, что понимать под знанием — можно и утверждать, что знание может быть также выражено в чувственных образах, получено путём непосредственного восприятия.

## Формы знаний

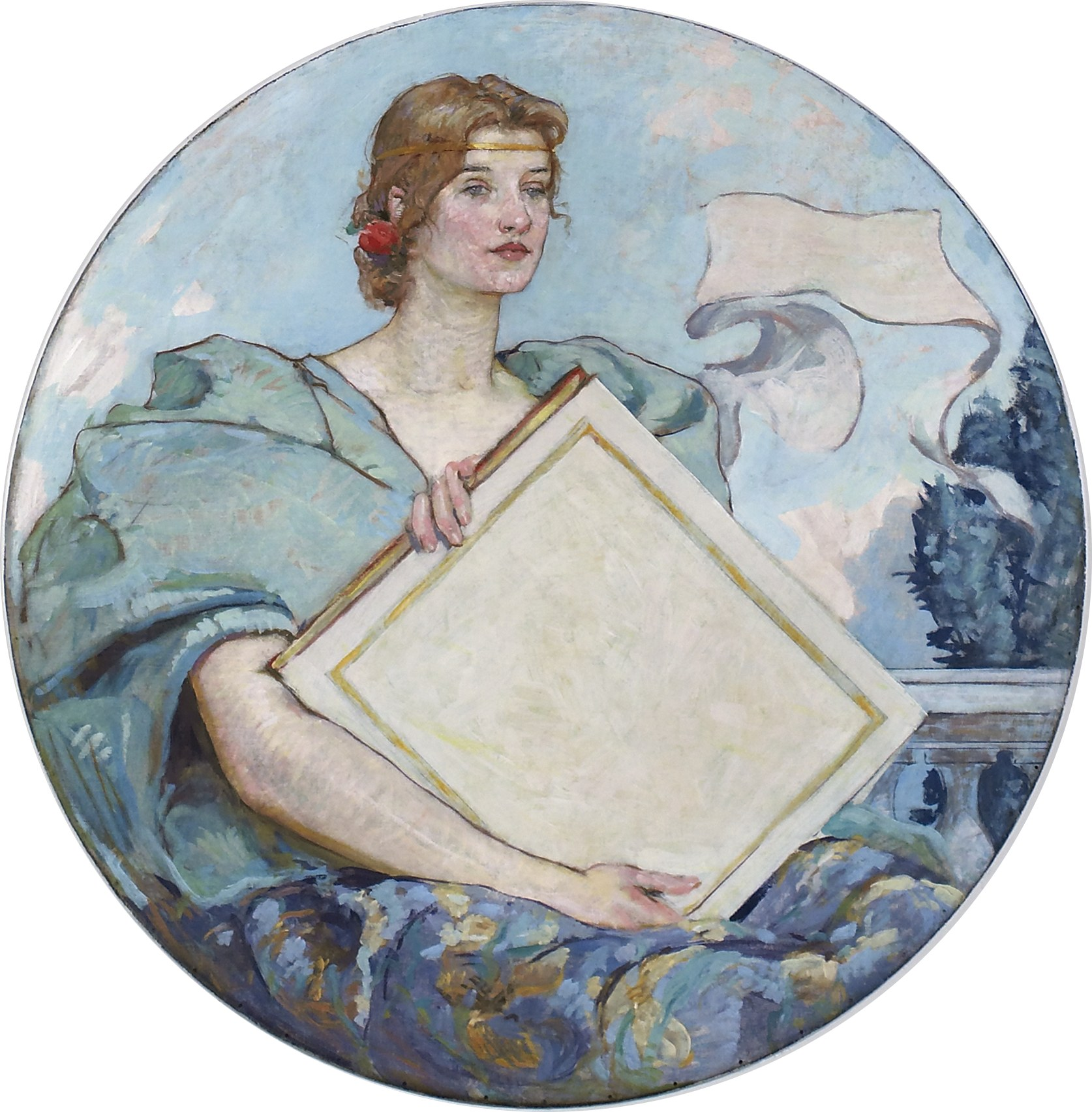
«Знание» — фреска Роберта Рида в здании Томаса Джефферсона. Надпись, находящаяся под фреской, гласит: «Невежество — божье проклятие: знания — крылья, поднимающие нас на небеса». (Уильям Шекспир, Генрих VI, часть 2).

Познание не ограничено сферой науки, знание в той или иной форме существует и за пределами науки. Каждой форме общественного сознания: науке, философии, мифологии, политике, религии и т. д. — соответствуют специфические формы знания. Различают также формы знания, имеющие понятийную, символическую или художественно-образцовую основу.
К исторически первым формам человеческого знания относят игровое познание (строится на основе условно принимаемых правил и целей, позволяет возвыситься над повседневным бытием, не заботиться о выгоде, вести себя в соответствии со свободно принятыми игровыми нормами). Возможен обман партнёра и сокрытие истины. Носит обучающе-развивающий характер, выявляет качества и возможности человека, позволяет раздвинуть психологические границы общения.
Выделяют различные виды знания: научное, вненаучное, обыденно-практическое (обыденное, здравый смысл), интуитивное, религиозное и др.
Обыденно-практическое — знание, существовавшее ещё на ранних этапах человеческой истории и доставлявшее элементарные сведения о природе и окружающей действительности (т. н. здравый смысл, приметы, назидания, рецепты, личный опыт, традиции и т. п.), носит несистемный, бездоказательный, бесписьменный характер. Обыденное знание служит основой ориентации человека в окружающем мире, основой его повседневного поведения и предвидения, но обычно содержит ошибки, противоречия.
Научное — знание, основанное на рациональности, характеризуется объективностью и универсальностью, и претендует на общезначимость. Научное познание — процесс получения объективного, истинного знания. Его задача — описать, объяснить и предсказать процесс и явление действительности. Научные революции, происходящие в ходе развития научного познания и приводящие к смене теорий и принципов, сменяются периодами нормального развития науки (углубление и детализация знаний).
Научному знанию присущи логическая обоснованность, доказательность, воспроизводимость результатов, проверяемость, стремление к устранению ошибок и преодолению противоречий.
Форма научного знания младше многих форм вненаучного знания.

Вненаучное знание не является чьей-то выдумкой, продуцируется определённым интеллектуальным сообществом по отличным от рационалистических нормам, эталонам, имеют свои источники и средства познания. В истории культуры формы знания, отнесённые к «ведомству» вненаучного знания, объединяются общим понятием — эзотеризм.

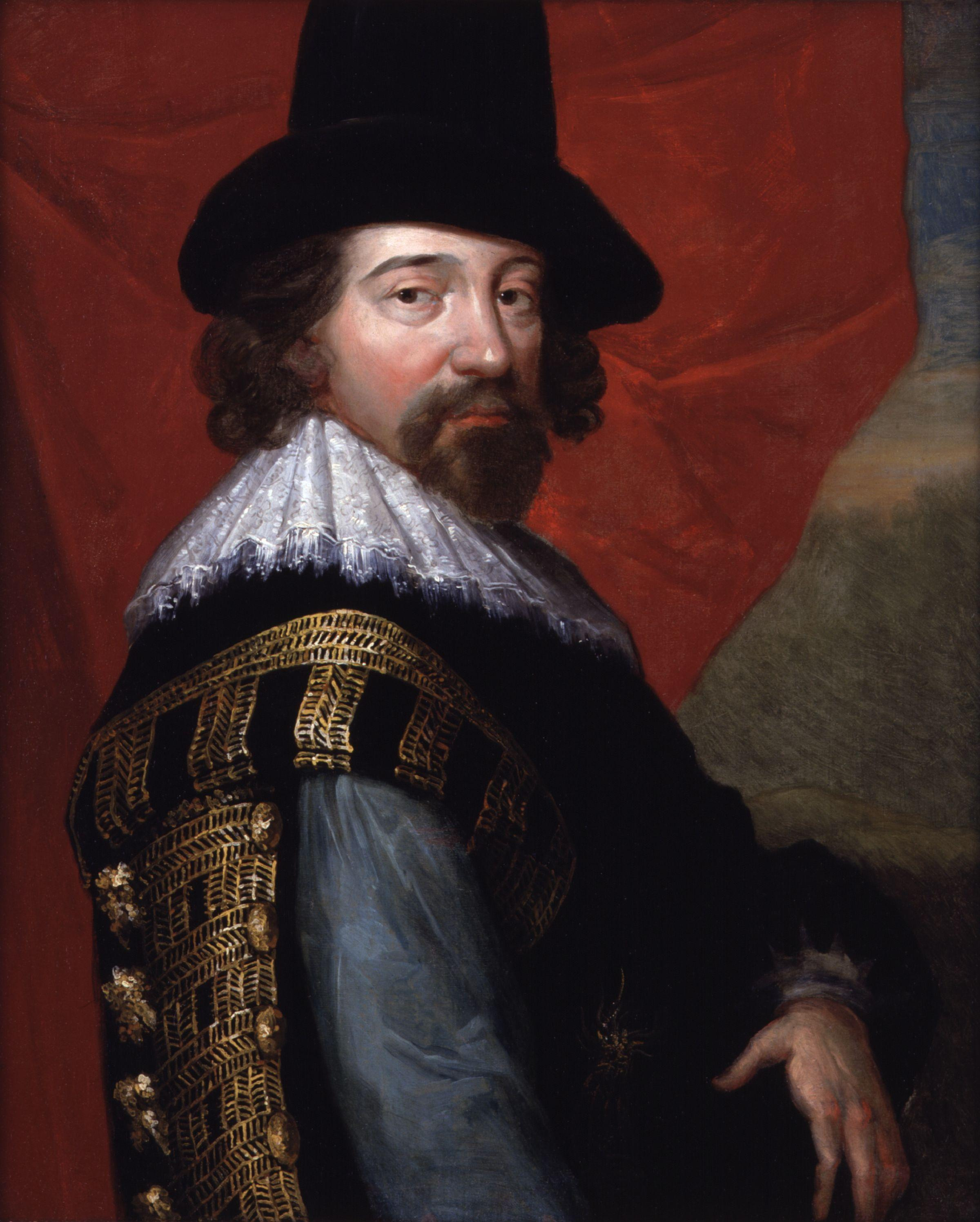
Фрэнсис Бэкон, автор фразы «Знание — сила» (в оригинале «Знание есть сила, сила есть знание»).

### По природе
- декларативные
- процедурные

#### Декларативные
Это знания о структуре и представление любых понятий. Эти знания приближены к данным, фактам. Универсум — множество (род) предметов, из которого в соответствии с заданным признаком, выделяется множество (вид) предметов, представляющее собой объём понятия. Из универсума выделяются категории посредством категоризации. Таким образом, с конструктивной точки зрения, в основе миропонимания лежит классификация. Классификация — разбиение множества произвольной природы (класса) на подмножества (подклассы), гомоморфное отображение. Принадлежность объекта к одному из классов — его свойство по данному признаку. Таким образом, задать признак — значит задать принадлежность к соответствующему классу по крайней мере одного объекта. Классификация имеет несколько разновидностей: систематика и таксономия. Систематика — установление такой упорядоченности объектов, которая приобретает статус привилегированной системы, выделенной самой природой. Другими словами, это примерно то же, что естественная классификация. Таксономия является учением о любых классификациях с точки зрения структуры таксонов и признаков.
Например, математическое знание имеет «ступенчатую» структуру: из простых абстракций образуются сложные. Элементарным объектом математики является точка — 0-мерное топологическое пространство. Математика, несмотря на свойственный ей научный язык, не является наукой; скорее, математику можно назвать искусством, поскольку математическое творчество родственно художественному творчеству. С математической (алгебраической) точки зрения описание знания — набор формул {\displaystyle T} в алгебре формул {\displaystyle \Phi (X),\,\,\,X=\{x_{1},...,x_{n}\}.} Предмет знания представляется в виде модели {\displaystyle (H,\Psi ,f),} где {\displaystyle H} — алгебра из фиксированного многообразия алгебр {\displaystyle \Theta ,\,\,\Psi } — множество символов относительно отношений {\displaystyle \varphi ,\,\,f} — интерпретация каждого {\displaystyle \varphi } в {\displaystyle H.} Содержание знания — подмножество в {\displaystyle H^{n},} где {\displaystyle H^{n}} — декартова степень алгебры {\displaystyle H.} Каждое описание знания {\displaystyle A} соответствует описанию знания {\displaystyle T\subset \Phi (X),} где {\displaystyle \mathrm {card} (X)=n.} Если рассматривать {\displaystyle H^{n}} как афинное пространство, то это соответствие может быть задано геометрически.

#### Процедурные
Это знания с трансформационной и управляющей природой. В них представлены средства и пути преобразования, проверки, управления данными, знаниями, способы генерации и получения новых знаний. Например, при варьировании некоторой первоначальной ситуации обнаруживается некоторая общность первоначальной и варьированной ситуаций. Наряду с новым ощущается связь с первоначальной ситуацией. Это обстоятельство связано с наличием инвариантов преобразования — таких элементов ситуации, которые остаются неизменными, постоянными при любом изменении. Иначе говоря, при варьировании происходит транспозиция (перенос) определённых отношений элементов одной ситуации в другую. Понятие инвариантности имеет важное значение для понимания изоморфизма, гомеостаза и других общенаучных принципов и категорий, связанных с исследованием систем и структур. Выделение инвариантных отношений даёт возможность применения структурного подхода к объекту исследования, а в более широком плане составляет необходимое условие построения теоретического знания.

### По степени научности
- научные
- вненаучные

Наука является отраслью человеческой деятельности, направленной на выработку и систематизацию объективных знаний о действительности.
Научные знания могут быть
- эмпирическими — знания на основе опыта или наблюдения (например, термодинамика — феноменологическая наука о превращениях энергии тел[16][17][18]);
- теоретическими — знания на основе анализа абстрактных моделей.

Научные знания в любом случае должны быть обоснованными посредством доказательств.
Теоретические знания — абстракции, аналогии (изоморфизмы), схемы, отображающие структуру и природу процессов изменения объектов, протекающих в предметной области. Эти знания объясняют явления и могут использоваться для прогнозирования поведения объектов.
Вненаучные знания могут быть:
- Паранаучными — знания, не совместимые с имеющимися гносеологическими стандартами. Широкий класс паранаучного (пара от греч. — около, при) знания включает в себя учения или размышления о феноменах, объяснение которых не является убедительным с точки зрения критериев научности.
- Лженаучными — знания эксплуатирующие домыслы и предрассудки; лженаука часто представляет науку как дело аутсайдеров. В качестве симптомов лженауки выделяют малограмотный пафос, принципиальную нетерпимость к опровергающим доводам, а также претенциозность. Лженаучное знание чувствительно к злобе дня, сенсации. Его особенностью является то, что оно не может быть объединено парадигмой, не может обладать систематичностью, универсальностью. Лженаучные знания сосуществуют с научными знаниями. Считается, что лженаучное знание обнаруживает себя и развивается через квазинаучное.
- Квазинаучными — они ищут себе сторонников и приверженцев, опираясь на методы насилия и принуждения. Квазинаучное знание, как правило, расцветает в условиях строго иерархированной науки, где невозможна критика власть предержащих, где жёстко проявлен идеологический режим. В истории России периоды «триумфа квазинауки» хорошо известны: лысенковщина; фиксизм, как квазинаука в советской геологии 50-х гг.; шельмование кибернетики и т. д.
- Антинаучными — знания искажающие представления о действительности. Приставка «анти» означает, что предмет и способы исследования противоположны науке. Поскольку наука — деятельность, направленная на накопление и систематизацию знаний, то понятие хаоса (синоним понятия атаксия) не может быть отнесено к научным, поскольку в буквальном смысле этим понятием обозначается незнание (если знание — содержание науки, то логически незнание — содержание антинауки). В своё время Джон фон Нейман не без юмора заметил: «Никто не знает, чем на самом деле является энтропия»[20].
- Псевдонаучными — знания спекулирующие на совокупности популярных теорий, как истории о древних астронавтах, о снежном человеке, о чудовище из озера Лох-Несс.
- обыденно-практическими — элементарные знания о природе и окружающей действительности. Люди, как правило, располагают большим объёмом обыденного знания, производимым повседневно и являющиеся исходным пластом всякого познания. Иногда аксиомы повседневного противоречат научным положениям, препятствуют развитию науки. Иногда, напротив, наука длинным и трудным путём доказательств и опровержений приходит к формулировке тех положений, которые давно утвердили себя в среде обыденного знания. Обыденное знание включает в себя и здравый смысл, и приметы, и назидания, и рецепты, и личный опыт, и традиции. Оно хотя и фиксирует истину, но делает это не систематично и бездоказательно. Его особенностью является то, что оно используется человеком практически неосознанно и в своём применении не требует предварительных систем доказательств. Другая его особенность — принципиально бесписьменный характер.
- Личностными — знания конкретной личности. Личностные знания зависят от способностей конкретной личности, её окружения и особенностей её познавательной деятельности. Коллективное же знание общезначимо (надличностно), предполагает наличие общей для всей системы понятий, способов, приёмов и правил построения.

Народная наука — особая форма вненаучного и внерационального знания. Прежде была привилегией шаманов, жрецов, старейшин рода, ныне стала делом отдельных групп или субъектов (знахарей, целителей, экстрасенсов).

### По местонахождению
Выделяют: личностные (неявные, скрытые, пока не формализованные) знания и формализованные (явные) знания.
Неявные знания:
- знания людей, которые ещё не формализованы и не могут быть переданы другим людям

Формализованные на некотором языке (явные) знания:
- на бумажных носителях (книги, документы)
- на электронных носителях (дискеты, компакт-диски, флешки, жёсткие диски)

Формализованные знания могут иметь разные формы и степень структурированности:
- описательный текст
- специализированная статья (книга)
- база знаний
- экспертная система
- искусственный интеллект

## Отличительные характеристики знания

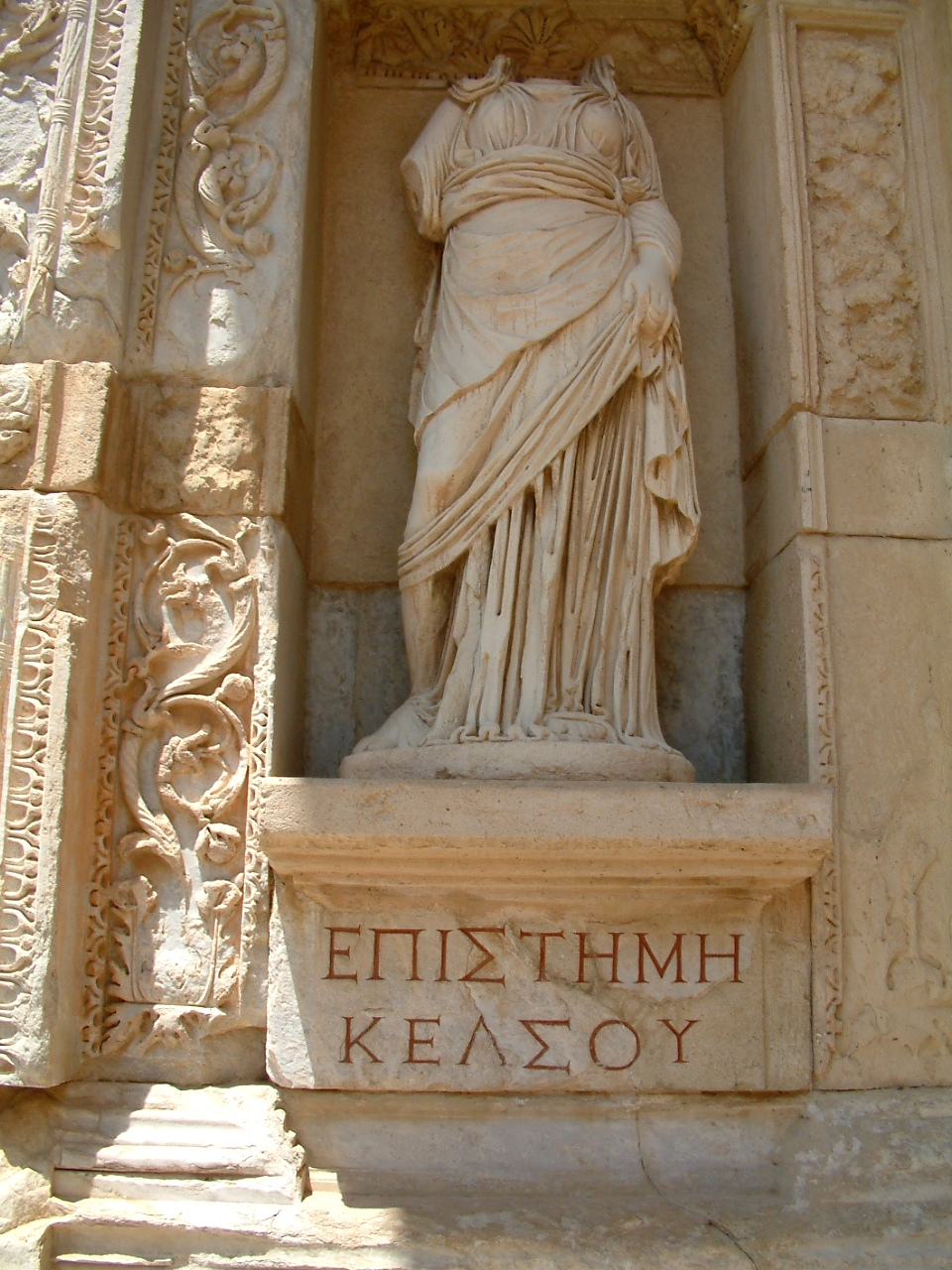
Персонификация Эпистемы в Библиотеке Цельсия, Эфес, Турция. Эпистема — основное понятие концепции «археологии знания» Мишеля Фуко.

Отличительные характеристики знания все ещё являются предметом неопределённости в философии. Согласно большинству мыслителей, для того чтобы нечто считалось знанием, это нечто должно удовлетворять трём критериям:
- быть подтверждаемым,
- быть истинным
- и заслуживающим доверия.

Однако, как иллюстрируют примеры проблемы Гетье, этого недостаточно. Предложен ряд альтернатив, включая доводы Роберта Нозика в пользу требования «прослеживания истины» и дополнительное требование Саймона Блэкберна, что мы не будем утверждать, что каждый, кто удовлетворяет любому из этих критериев «через неисправность, изъян, ошибку», обладает знанием. Ричард Киркхэм делает предположение, что наше определение знания должно требовать, чтобы свидетельства верящего были таковы, чтобы они логически влекли за собой истину убеждения.

## Управление знаниями
Управление знаниями — изучает способы создания, сбора, выявления (экстернализации), кодификации (упорядочения), накопления, хранения, обработки, предоставления, использования и распространения знаний в организациях. Знание рассматривается как соотносящееся с самим собой и возможное к повторному использованию. Повторное использование означает, что определение знания находится в состоянии постоянного изменения. Управление знаниями трактует знание как «форму информации, наполненную контекстом, основанным на опыте». Информация — это данные, важные для наблюдателя из-за их значимости. Данные могут быть предметом наблюдения, но не обязательно должны быть им. В этом смысле знание состоит из информации, подкреплённой намерением или направлением. Этот подход находится в согласии с DIKW-моделью, которая располагает данные, информацию, знание, мудрость в виде пирамиды по увеличивающейся степени полезности.

## Непосредственное знание
Непосредственное знание — это продукт интуиции — способности постижения истины путём прямого её усмотрения без обоснования с помощью доказательства.
Процесс научного познания, а также различные формы художественного освоения мира не всегда осуществляются в развёрнутом, логически и фактически доказательном виде. Нередко субъект схватывает мыслью сложную ситуацию, например, во время военного сражения, определения диагноза, виновности или невиновности обвиняемого и т. п. Роль интуиции особенно велика там, где необходим выход за пределы существующих приёмов познания для проникновения в неведомое. Но интуиция не есть нечто неразумное или сверхразумное. В процессе интуитивного познания не осознаются все те признаки, по которым осуществляется вывод, и те приёмы, с помощью которых он делается. Интуиция не составляет особого пути познания, идущего в обход ощущений, представлений и мышления. Она представляет собой своеобразный тип мышления, когда отдельные звенья процесса мышления проносятся в сознании более или менее бессознательно, а предельно ясно осознаётся именно итог мысли — истина.
Интуиции бывает достаточно для усмотрения истины, но её недостаточно, чтобы убедить в этой истине других и самого себя. Для этого необходимо доказательство.

## В информационных технологиях
В теории искусственного интеллекта и экспертных систем, знание — это совокупность утверждений о свойствах объектов, закономерностях процессов и явлений, а также правил логического вывода одних утверждений из других и правил использования их для принятия решений. Главное отличие знаний от данных состоит в их структурности и активности: появление в базе знаний новых фактов или установление новых связей между ними может стать источником изменений в принятии решений.
Сложные системы искусственного интеллекта, основанные на нейросетевой технологии, а также экспертные системы, основанные на логической модели баз знаний, демонстрируют поведение, которое имитирует человеческое мышление и интуицию. Обучение таких систем — эвристический процесс, состоящий в нахождении решения задачи на основе ориентиров поиска, недостаточных для получения логического вывода. Для интуиции характерна быстрота (иногда моментальность) формулирования гипотез и принятия решений, а также недостаточная осознанность его логических оснований.
Логический вывод информации, конкретных и обобщённых сведений и данных производится в базах знаний и экспертных системах, использующих языки средства логического программирования на базе языка Пролог. Эти системы явно демонстрируют логический вывод новой информации, осмысленных сведений, данных, используя правила логического вывода и факты, закладываемые в базы знаний.
Унивалентность онтологии задачи выбора любому гомотопическому типу позволяет строить процедуру интеграции информационных ресурсов на основе бинарного отношения частичного порядка.

## Житейские (обыденные) знания

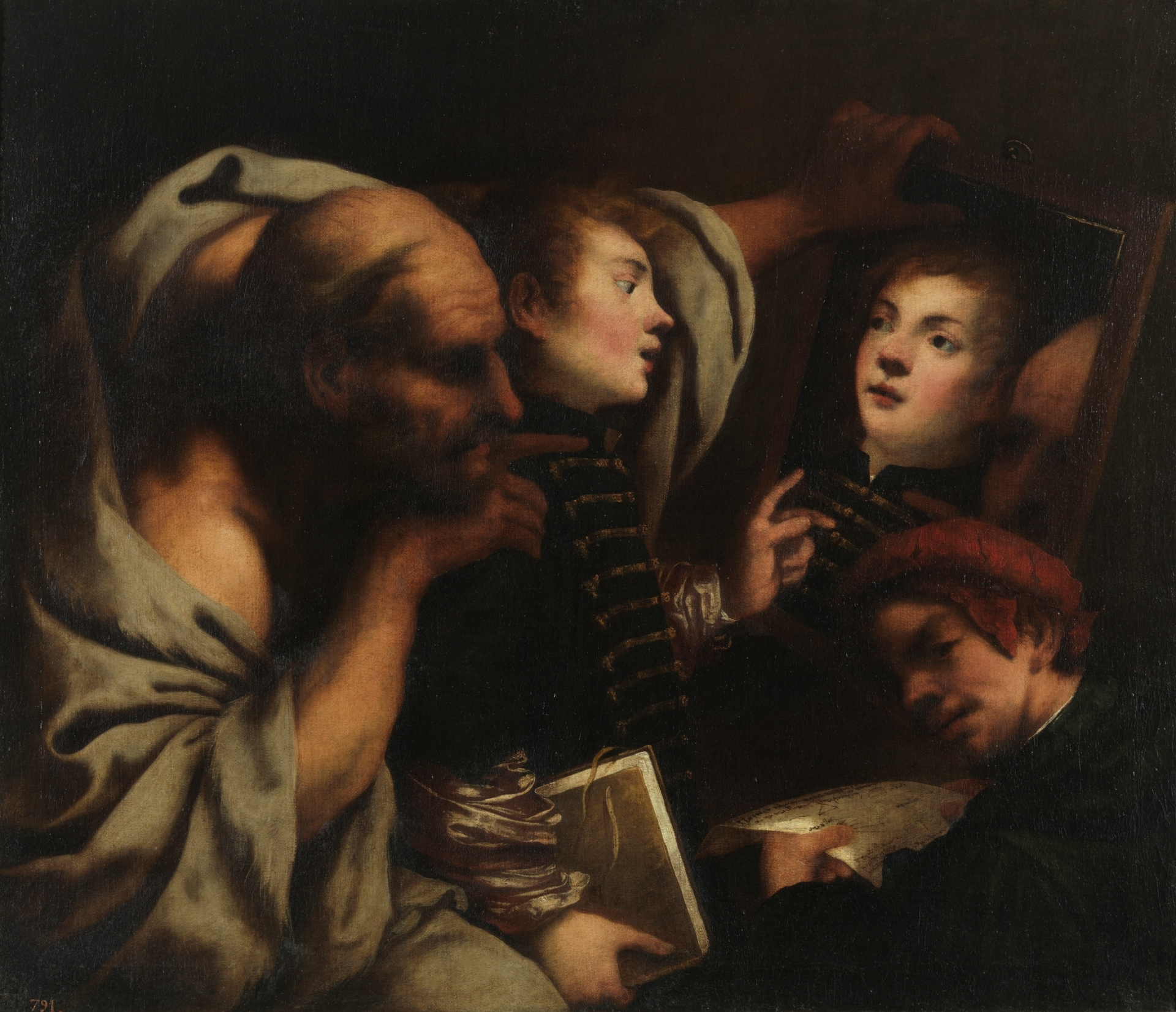
«Сократ и два студента», 17 век, картина Пьетро делла Веккьи. Сократ — древнегреческий философ, внёсший большой вклад в осмысление знания. Автор известного высказывания «Я знаю, что ничего не знаю». Также в его трудах встречается другое известное греческое изречение: «Познай самого себя», приписываемое одному из семи мудрецов.

Житейские (обыденные) знания, как правило, сводятся к констатации фактов и их описанию, тогда как научные знания поднимаются до уровня объяснения фактов, осмысления их в системе понятий данной науки, включаются в состав теории.

## Чувственное познание
Чувственное познание — это познание с помощью органов чувств (зрение, слух и так далее).
Особенностями чувственного познания являются: его непосредственный характер; наглядность и предметность; воспроизведение только внешних свойств и сторон объекта познания.
Формы чувственного познания:
1. Ощущение — это отражение отдельных свойств предмета, явления или процесса;
2. Восприятие — чувственный образ целостной картины предмета;
3. Представление — образ объекта познания, запечатлённый в памяти.

## Рациональное познание
Особенности рационального познания:
- опора на результаты чувственного познания;
- абстрактность и обобщённость;
- воспроизведение внутренних закономерных связей и отношений.
- знание является единством чувственного и рационального познания, так как они тесно взаимосвязаны.

Формы рационального познания:
1. Понятие — это мысль, утверждающая общие и существенные свойства предмета, явления или процесса;
2. Суждение — это мысль, утверждающая или отрицающая что-либо о предмете, явлении или процессе;
3. Умозаключение (вывод) — это мысленная связь нескольких суждений и выделение из них нового суждения. Есть несколько типов умозаключения: индуктивное (от частного к общему); дедуктивное (от общего к частному) и умозаключение по аналогии.

## Научное знание
Научному знанию присущи логическая обоснованность, доказательность, воспроизводимость познавательных результатов. Научное знание отличается систематичностью, и опирается на целенаправленные познавательные процедуры.

### Эмпирические (опытные) знания
Эмпирические знания получают в результате применения эмпирических методов познания — наблюдения, измерения, эксперимента. Это знания о видимых взаимосвязях между отдельными событиями и фактами в предметной области. Оно, как правило, констатирует качественные и количественные характеристики объектов и явлений.
Эмпирические законы часто носят вероятностный характер и не обязательно являются строгими.

### Теоретические знания
Теоретические представления возникают на основе обобщения эмпирических данных. В то же время они влияют на обогащение и изменение эмпирических знаний.
Теоретический уровень научного знания предполагает установление законов, дающих возможность идеализированного восприятия, описания и объяснения эмпирических ситуаций, то есть познания сущности явлений. Теоретические законы имеют более строгий, формальный характер, по сравнению с эмпирическими.
Термины описания теоретического знания относятся к идеализированным, абстрактным объектам. Подобные объекты невозможно подвергнуть непосредственной экспериментальной проверке.

## Неявные знания
Нея́вное зна́ние (англ. tacit knowledge) — вид знания, к которому относится то знание, которое не может быть легко передано другим. (например: умение ездить на велосипеде)

## Формализованные (явные) знания
Формализованные знания объективируются знаковыми средствами языка.
охватывают те знания, о которых мы знаем, мы можем их записать, сообщить другим (пример: кулинарный рецепт)

## Знание во времени
Основным местом хранения знаний была и остаётся человеческая память. Необходимость в передаче знаний другим людям и поколениям привела к развитию способов документирования — появились документированные знания. Большие объёмы накопленного знания потребовали разработки технических средств фиксации знания в виде письменности на вещественных (глина, папирус, кожа, береста, бумага, ткань и т. д.) и полевых (магнитных и электромагнитных) носителях, без которых уже невозможен дальнейший прогресс человечества. Машинные знания в будущем сплетутся, и образуется семантическая паутина (семантическая онтологическая сеть), способная предоставлять информацию так же, как если бы представлял её человек.